# Фащівка (Алчевський район)
Фа́щівка — селище  в Україні, у Алчевській міській громаді, Алчевського району Луганської області. Знаходиться на тимчасово окупованій території України.

## Історія
Заснована як казенне поселення у 1795 році.
За даними на 1859 рік у казенному селі Городище (Біла) Слов'яносербського повіту Катеринославської губернії мешкало 3298 осіб (1565 чоловіків та 1733 жінки), налічувалось 332 дворових господарства, існувала православна церква.
Станом на 1886 рік в селі Городищенської волості мешкало 3513 осіб, налічувавалось 463 двори, існували православна церква, винний склад, ренський погріб, відбувалось 3 ярмарки на рік.
З 1950 року — селище міського типу. Станом на початок 1968 року тут діяли два шахтоуправління, професійно-технічне училище, середня школа, школа робітничої молоді, лікарня на 50 ліжок, бібліотека і два клуби.
У січні 1989 року чисельність населення становила 6295 людей. 
12 червня 2020 року, відповідно до Розпорядження Кабінету Міністрів України  № 717-р «Про визначення адміністративних центрів та затвердження територій територіальних громад Луганської області», увійшло до складу Алчевської міської громади. 
17 липня 2020 року, в результаті адміністративно-територіальної реформи та ліквідації Перевальського району увійшло до складу Алчевського району.

## Новітня історія
Під час розвідки 1 жовтня 2014-го загинув в районі між містом Дебальцеве і смт Фащівка (Перевальський район) у бою з російськими збройними формуваннями старшина 11-го батальйону «Київська Русь» Олександр Вахнюк. Тоді ж поліг смертю хоробрих Ільгар Багіров.
Російські збройні формування, посилені артилерією і танками, протягом 17 лютого 2015-го штурмували контрольний блокпост в Фащівці під Дебальцевим. При початку артилерійського обстрілу старший лейтенант Семенов вискочив з бліндажа для перевірки обстановки. Того часу російський танк вистрелив по позиціях прикордонників упритул. Семенову осколок пробив задню пластину бронежилета та пройшов під праву лопатку. Командира занесли до бліндажа, він був ще живий. Помер на руках у лікаря. При евакуації тіла у БМП влучив снаряд, машина загорілася та залишилась на окупованій території.

## Населення

### Мова
Розподіл населення за рідною мовою за даними перепису 2001 року:
| Мова            | Кількість | Відсоток |
| --------------- | --------- | -------- |
| російська       | 4984      | 91.27%   |
| українська      | 463       | 8.48%    |
| білоруська      | 6         | 0.11%    |
| румунська       | 4         | 0.07%    |
| інші/не вказали | 4         | 0.07%    |
| Усього          | 5461      | 100%     |

## Персоналії
- Високий Олександр — сучасний український поет.
- Коровченко Сергій Володимирович — український політик.